# Rondeletia hypoleuca
Rondeletia hypoleuca là một loài thực vật có hoa trong họ Thiến thảo. Loài này được Griseb. miêu tả khoa học đầu tiên năm 1866.